# ریلپس رکوردز
ریلپس رکوردز (انگلیسی: Relapse Records) یک ناشر موسیقی مستقل آمریکایی است که در شهرستان آپر داربی، پنسیلوانیا واقع شده است. این شرکت توسط متیو اف. جیکوبسون در سال ۱۹۹۰ تأسیس شد. این برچسب موسیقی دارای بسیاری از هنرمندان گریندکور، دث متال، متالکور و اسلاج متال است.